# 2pac: Легенда
«2pac: Легенда» (англ. All Eyez on Me, дословный перевод «Все смотрят на меня») — американская биографическая драма режиссёра Бенни Бума о хип-хоп исполнителе, актёре, поэте и активисте Тупаке Шакуре. Сценарий написан Джереми Хафтом, Эдом Гонсалесом и Стивеном Багатуряном. Оригинальное название фильма содержит отсылку к четвёртому студийному альбому артиста All Eyez on Me.

## Сюжет
Сюжет фильма рассказывает неизвестную, скрытую от фотовспышек и газетных заголовков историю человека, который стал настоящей легендой в рэп-культуре, несмотря на то, что покинул наш мир очень рано, в возрасте двадцати пяти лет. Зритель узнает правду о том, как темнокожий парень, выросший в гетто и не раз принимавший участие в криминальных разборках, развязал смертельную войну рекорд-лейблов. Несмотря на проблемы с законом, он смог добиться своей цели и стал настоящим голосом улиц. Число его поклонников росло с каждым днем, и он обрел популярность во всем мире, что позволило ему стать одним из самых знаменитых и влиятельных исполнителей в рэп-культуре…

## В ролях
- Деметриус Шипп-младший — Тупак Шакур[4][5]
- Данай Гурира — Афени Шакур[6], мать Тупака, политический активист и член партии «Чёрные пантеры»
- Лорен Коэн — Лейла Стейнберг[7], ключевая фигура в жизни Тупака и его наставник
- Джейми Гектор — Мутулу Шакур[8], отчим Тупака
- Энни Илонзе — Кидада Джонс[9], невеста Тупака, с которой он обручился незадолго до смерти
- Джамал Вулард — Notorious B.I.G.[4][5], бывший друг Тупака, который стал его соперником и врагом
- Кэт Грэм — Джада Пинкетт[10], подруга Тупака из Балтиморской школы искусств
- Доминик Л. Сантана — Шуг Найт[11], музыкальный продюсер
- Грейс Гибсон — Фэйт Эванс[12], певица, жена Notorious B.I.G.
- Стефон Уошингтон — Пафф Дэдди
- Money-B — в роли себя[13], коллега Тупака по работе на «Digital Underground»
- Клифтон Пауэлл — Флойд[14], сокамерник Тупака в исправительном учреждении Клинтона
- Джонелл Янг — Рэй Лав[14], близкий друг Тупака
- Джермел Ховард — Моприм Шакур, старший брат Тупака
- Азад Арно — Даз Диллинджер
- Джарретт Эллис — Снуп Догг[15]
- Эрика Пинкетт — Аянна Джексон
- Кит Робинсон — Атрон Грегори[16], основатель «TNT Records», который первым помог Тупаку стать танцором, а затем сольным артистом
- Рейвен Симон Феррелл — Секийва Шакур, сводная сестра Тупака
- Райан Лоуренс — Трич[17]
- Джеймс Хэттер III — Яки Кадафи
- Джермейн Картер — Хуссейн Фаталь
- E.D.I. Mean — в роли себя
- Янг Ноубл — в роли себя
- Дерэй Дэвис — Легз
- Патрик Фосе — Оливер
- Гарольд Хаус Мур — Доктор Дре
- Хилл Харпер — журналист[18]
- Кори Хардрикт — Хайтиан Джек[19]
- Альберт Дэниелс — A.B.
- Фил Армихо — Джонни «Джей»

## Производство

### Разработка
10 февраля 2011 года было объявлено, что Morgan Creek Productions разработала, профинансирует и выпустит биографию Тупака Шакура под названием Tupac, которая будет рассказывать о его жизни от рождения до смерти. Антуан Фукуа был назначен режиссёром фильма, авторами сценария — Стивен Багатурян, Стивен Ривел и Кристофер Уилкинсон. Джеймс и Дэвид Робинсоны были назначены продюсерами фильма вместе с Эл-Ти Хаттоном из Program Pictures, мать Тупака Афени Шакур выступила в качестве исполнительного продюсера, а производство картины было запланировано на лето.
19 сентября 2013 года Emmett/Furla/Oasis Films приступили к совместному финансированию и совместному производству фильма с бюджетом в 45 млн долларов вместе с Morgan Creek. Эдди Гонсалес и Джереми Хафт написали последний черновик сценария к фильму.
12 февраля 2014 года Джон Синглтон подписал контракт на переписывание сценария, режиссуру и продюсирование фильма. 16 апреля 2014 года компания Open Road Films приобрела права на распространение фильма в Соединённых Штатах. Гонсалес, Хафт и Синглтон написали последний проект сценария фильма о жизни Тупака от его взросления в Восточном Гарлеме, звёздной молодости, до его смерти в Лас-Вегасе в возрасте 25 лет.
7 апреля 2015 года выяснилось, что Синглтон вышел из проекта из-за серьёзных творческих разногласий, в то время как Карл Франклин рассматривался на место режиссёра. 28 октября 2015 года The Hollywood Reporter сообщил, что Emmett/Furla/Oasis подали в суд на Morgan Creek на сумму более 10 млн долларов за нарушение соглашения о совместном производстве, подписанного в сентябре 2013 года. В соглашении было прописано, что производственный бюджет не должен превышать 30 млн долларов, взаимное одобрение на выбор главного актёра, график съёмок и соглашения о распределении и продаже. Рэндалл Эмметт и Джордж Фурла также утверждали, что они подписали соглашение о дистрибуции с Open Road Films, которое Morgan Creek отклонили, а затем студии подписали новый контракт без взаимного одобрения. 30 ноября 2015 года стало известно, что режиссёром фильма будет Бенни Бум вместо Франклина. В начале декабря 2015 года было утверждено название фильма All Eyez On Me.

### Кастинг
24 декабря 2015 года на роль Тупака был утверждён дебютант Деметриус Шипп-младший. Джамал Вулард также присоединился к фильму, чтобы сыграть роль рэпера Notorious B.I.G., бывшего друга Тупака, который стал его врагом. Эту роль Вулард сыграл ранее в фильме «Ноториус» 2009 года.
11 января 2016 года Данай Гурира была утверждена на роль матери Тупака Афени Шакур, политического активиста и члена «Чёрных пантер». На следующий день Variety сообщила, что Кэт Грэм подписала контракт на исполнение роли Джады Пинкетт, подруги Тупака из Балтиморской школы искусств. Позднее выяснилось, что Доминик Л. Сантана сыграет музыкального продюсера Шуга Найта. 13 января Джейми Гектор был утверждён на роль Мутулу Шакура, отчима Тупака. 15 января Лорен Коэн присоединилась к фильму, чтобы сыграть роль Лейлы Стейнберг, ключевой фигуры в жизни Тупака и его наставника. Рэпер Money-B сыграл в фильме самого себя, Клифтон Пауэлл — сокамерника Тупака, Джонелл Янг — рэпера Рэй Лава, близкого друга Шакура. 19 января TheWrap подтвердил, что Грейс Гибсон снимется в роли Фэйт Эванс, жены Notorious B.I.G., которая, по слухам, имела сексуальную связь с Шакуром. 22 января 2016 года Кит Робинсон был приглашён на роль Атрона Грегори, основателя TNT Records, который первым помог Тупаку стать танцором, а затем сольным артистом. Энни Илонзе была добавлена к актёрскому составу в феврале 2016 года на роль Кидады Джонс, невесты Тупака.

### Съёмки
Съёмочный период фильма начался в середине декабря 2015 года в Атланте, штат Джорджия. Съёмки завершились 12 апреля 2016 года в Лас-Вегасе, штат Невада.

## Маркетинг
16 июня 2016 года, в 45-й день рождения Шакура, был презентован тизерный трейлер фильма. 13 сентября 2016 года, в 20-ю годовщину смерти Тупака, вышел второй тизер-трейлер. Было объявлено, что фильм выйдет в прокат 16 июня 2017 года. 10 февраля 2017 года был выпущен третий трейлер, подтверждающий, что Summit Entertainment, Morgan Creek, Program Pictures и Codeblack Films являются официальными продюсерами и дистрибьюторами фильма. 6 апреля 2017 года был опубликован последний четвёртый трейлер.
Официальный альбом саундтреков к фильму выпущен не был.

## Приём

### Кассовые сборы
«2pac: Легенда» собрал 44,9 млн долларов в Северной Америке и 10,7 млн долларов на других территориях. Общие сборы составили 55,7 млн долларов при бюджете в 40 млн долларов.
В Северной Америке байопик вышел 16 июня 2017 года вместе с фильмами «Очень плохие девчонки», «Синяя бездна» и мультфильмом «Тачки 3», и первоначально планировалось, что его сборы составят в районе 17−20 млн долларов в 2 471 кинотеатрах за первые выходные. После сборов в 3,1 млн долларов в ночные показы четверга и 12,8 млн долларов в пятницу прогноз был увеличен до 31 млн долларов. В итоге фильм собрал за первый уик-энд 26,4 млн долларов, заняв 3 место в прокате после «Тачек 3» и «Чудо-женщины». Deadline.com приписывал такой успех фильма его выпуску в день рождения Тупака, а также интерес аудитории к данной тематике после триумфа байопика «Голос улиц» 2015 года. 47 % посетивших кинотеатры в первый уик-энд были афроамериканцами, 25 % — латиноамериканцами и 19 % — белыми.
Несмотря на свой неожиданный успех в первые выходные, во второй уик-энд фильм пережил сильное падение, снизившись на 78 % и собрав 5,8 млн долларов. Это падение стало 16-м по величине в истории. В третий уик-энд количество сеансов уменьшилось до 1 258, а сборы упали ещё на 68,6 % и составили 1,8 млн долларов.

### Критика
Фильм получил в основном отрицательные отзывы критиков, на сайте-агрегаторе англоязычных рецензий Rotten Tomatoes его оценка составляет 18 % на основе 93 отзывов со средним баллом 4,3 из 10. На сайте Metacritic средний рейтинг фильма — 38 баллов из 100 на основе 21 рецензии. Зрители, опрошенные сайтом CinemaScore, дали байопику оценку A− по шкале от A+ до F. В целом, большинство как экспертов, так и людей, лично знавших Тупака, посчитали фильм кардинально не соответствующим действительности.
Ник Аллен из RogerEbert счёл байопик «самым бесполезным из всех просмотренных», который «сбивает с толку новичков и слишком разочаровывает тех, кто знаком с творчеством и жизнью „рэп-пророка“ Тупака Шакура». Гленн Кенни из The New York Times дал фильму негативный обзор, назвав его «неуклюжим» и «слабым», а также раскритиковал плоские диалоги актёров. Оуэн Глейберман из Variety оценил фильм как «не очень хороший», но стоящий внимания, поскольку «отражает то пространство, где жил Тупак Шакур: место, которое хотело быть воплощением гордости и силы, но на самом деле о пролёте над пропастью».

### Историческая достоверность
Актриса Джада Пинкетт-Смит, близкая подруга Тупака, подвергла фильм критике за неточную интерпретацию их отношений и причину отъезда Шакура в Лос-Анджелес. По утверждению Пинкетт-Смит, эпизода со стихотворением, которое Тупак зачитывал её персонажу в фильме, не было в действительности, и она узнала о нём только после публикации книги рэпера. Актриса также заявила, что не посещала ни один из концертов Тупака по его просьбе и между ними не было ссоры за кулисами. Несмотря на это, она высоко оценила игру Деметриуса Шиппа-младшего и Кэт Грэм. Аянна Джексон, женщина, обвинившая рэпера в сексуальном насилии, назвала свой образ в фильме «абсолютно смехотворным», а описанную ситуацию между ней и Шакуром «ложью». По словам Джексон, она покинула киносеанс после появления её героини. Американский хип-хоп исполнитель 50 Cent назвал фильм «мусором», добавив, что данный проект должен был стать классикой, как «Голос улиц» или «Ноториус», но на деле не оправдал возложенных на него ожиданий. Рэпер Шон Комбс и продюсер Шуг Найт благословили фильм, высоко оценив свои образы.